# Sabar

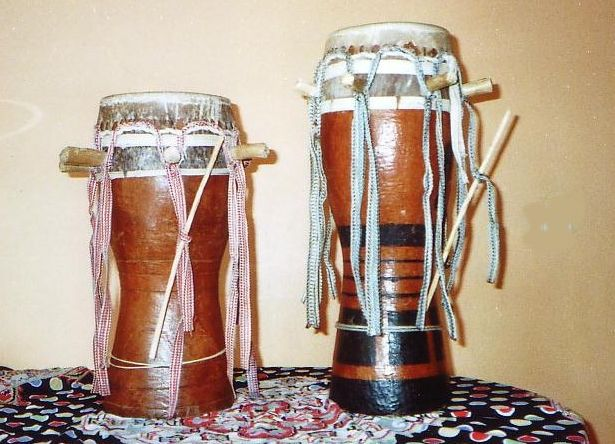
Dos tambores sabar de Senegal.

El sabar, originario del pueblo serer, es un instrumento de percusión tradicional de Senegal, país del África Occidental, que también es tocado en Gambia. Suele tocarse con una mano y una baqueta o palo. Originalmente, el sabar se utilizaba para facilitar la comunicación con otras localidades vecinas. Los diferentes ritmos del sabar se corresponden con frases y podían oírse desde distancias que alcanzaban hasta los 15 kilómetros.
El sabar se asocia también al acto de aplicar una capa de grasa o similar a un material solido para mejorar su fricción. Sinónimo de lubricar.